# Carmine Molaro
Carmine Molaro (ur. 20 lutego 1975) − włoski bokser, olimpijczyk.

## Kariera amatorska
W 1992, Molaro został brązowym medalistą mistrzostw świata juniorów. Rywalizujący w kategorii papierowej Włoch w półfinale przegrał z reprezentantem Kuby Waldemarem Fontem. Przed fazą finałową pokonał m.in. Japończyka Kazumasę Tsujimoto. W grudniu tego samego roku został mistrzem Włoch w kategorii papierowej, pokonując w finale Marcello Fodoliego.
W kwietniu 1996, Molaro doszedł do ćwierćfinału mistrzostw Europy w Vejle, rywalizując w kategorii muszej. Ćwierćfinałową walkę przegrał z reprezentantem Irlandii Damaenem Kellym. W lipcu tego samego roku był uczestnikiem igrzysk olimpijskich w Atlancie. W pierwszej walce rywalem Włocha był Hussein Hussein, z którym Molaro przegrał 8:11. W grudniu 1996, Molaro został mistrzem Włoch w kategorii muszej, pokonując w finale Pierpaolo Murę.
W lipcu 1997 zdobył złoty medal na igrzyskach śródziemnomorskich, które rozgrywane były we włoskim mieście Bari. Finałowym rywalem Włocha był ćwierćfinalista olimpijski z Atlanty, Mehdi Assous. W październiku tego samego roku był uczestnikiem mistrzostw świata, rywalizując w wadze muszej. Włoch doszedł do ćwierćfinału, gdzie przegrał z reprezentantem Rosji Ilfatem Raziapowem. W poprzedniej rundzie, Molaro pokonał reprezentanta Francji Bernarda Inoma. W grudniu tego samego roku zdobył został mistrzem Włoch w kategorii muszej, pokonując w finale Gianlucę Mattę.
Molaro był również uczestnikiem mistrzostw Europy w 1998 oraz mistrzostw Europy w 2000 jednak odpadał w początkowych fazach rywalizacji. W 1998 i 1999 był mistrzem Włoch w kategorii muszej, a w 2000 wicemistrzem w kategorii koguciej. Nie przeszedł na zawodowstwo.